# Der unerschrockene Leibwächter
Der unerschrockene Leibwächter (engl. Originaltitel: Mayored to the Mob) ist die 9. Episode der zehnten Staffel der US-amerikanischen Zeichentrickserie Die Simpsons.

## Handlung
Die Simpsons besuchen die in Springfield stattfindende Science-Fiction-Veranstaltung „Bi-Mon-Sci-Fi-Con“. Bei der Veranstaltung kommt es während eines Auftritts von Mark Hamill zu einem Aufstand, bei welchem Mark Hamill und Bürgermeister Quimby in Gefahr sind. Nachdem Homer dies bemerkt, rettet er die beiden und bringt sie sicher zum Eingang der Veranstaltung. Nach der Rettung kündigt Quimby seinen Leibwächtern und stellt Homer als seinen neuen ein.
Später beginnt Homer ein Leibwächtertraining, wo er mit den anderen Schülern relativ schnell abschließt und kurz darauf zu Quimbys neuem Leibwächter wird. Homer genießt seinen neuen Job, auch dadurch, dass er als Quimbys Leibwächter einige Vorteile erhält, unter anderem kostenloses Bier bei Moe’s. Während eines Treffens Quimbys mit Fat Tony entdeckt Homer, dass die Mafia Rattenmilch als Schulmilch an die Kinder verkauft. Am nächsten Tag konfrontiert Homer Quimby und verspricht ihm, ihn vor Fat Tony zu schützen, wenn er ihn entlarvt.
Nachdem Quimby Fat Tony entlarvt hat, kündigt er an, sich an ihm zu rächen. Als Homer und Quimby eine Theatervorstellung besuchen, entdeckt Homer Fat Tony und seinen Handlanger Louie im Saal. Fat Tony erklärt Homer, dass er gegen Kaution freigelassen wurde. Die Situation verschlimmert sich, als Homer im Auftrag von Fat Tony Quimby einen Kuss gibt, ohne zu wissen, dass Fat Tony damit den Todeskuss meinte. Kurze Zeit später versucht Louie, Quimby im Saal mit einem Messer umzubringen. Homer kann ihn mit Hilfe von Mark Hamill aufhalten und besiegen. Nach seinem Sieg über Louie bemerkt Homer, dass Fat Tony in der Zwischenzeit Quimby mit einem Baseballschläger auf dem Kopf schlägt, woraufhin dieser ins Krankenhaus eingeliefert wird. Die Folge endet damit, dass Homer Mark Hamill hilft, vor den Paparazzi zu fliehen.